# Merodon minutus
Merodon minutus är en tvåvingeart som beskrevs av Gabriel Strobl 1893. Merodon minutus ingår i släktet narcissblomflugor, och familjen blomflugor. Inga underarter finns listade i Catalogue of Life.